# 髂鱷龍屬
髂鱷龍屬（學名Iliosuchus）是獸腳亞目恐龍的一屬，生存於侏羅紀巴通階的歐洲，約1億6920萬至1億6440萬年前。牠的身長約有1.5公尺長。
髂鱷龍的化石只有三根腸骨（編號BMNH R83、OUM J29780、OUM J28971），發現於英格蘭牛津郡的石場板岩。在1932年，弗雷德里克·馮·休尼（Friedrich von Huene）將正模標本（編號BMNH R83）進行描述、命名，隱匿髂鱷龍（I. incognitus），是目前的唯一物種。屬名在古希臘文意為「腸骨鱷魚」，種名在拉丁文意為「不知名的」。
在1976年，彼得·加爾東（Peter Galton）將克里夫蘭史托龍（Stokesosaurus clevelandi）歸類於髂鱷龍的第二個種，克里夫蘭髂鱷龍（I. clevelandi），但史托龍目前多被承認為獨立屬。
髂鱷龍的腸骨相當小，長度約9到10公分，表面有垂直的上髖臼脊，類似暴龍科及堅尾龍類的皮亞尼茲基龍、斑龍。但是這些不完整的骨骼，不足以進行準確的分類，所以髂鱷龍只是暫時的被歸類於暴龍超科，有時被認為是暴龍超科的祖先。由於髂鱷龍的化石非常類似斑龍，髂鱷龍有可能不屬於暴龍超科。由於髂鱷龍的化石殘缺不全、缺乏可鑑定特徵，目前的狀態為疑名。如果髂鱷龍屬於暴龍超科，牠們將成為已知年代最早的暴龍超科動物，早於冠龍約700萬年，但最新发现其实髂鳄龙连暴龙超科成员都进不了。科学家推测可能有新猎龙科有关。

## 外部連結
- 恐龍博物館──髂鳄龙